# Panamerikanska cupen 2019 (volleyboll, damer)
Panamerikanska cupen 2019 i volleyboll för damer spelades 6 till 14 juli 2019 i Trujillo och Chiclayo, Peru. I turneringen, som organiserades av  PVU deltog tio nord- och sydamerikanska landslag. Det var den artonde upplagan av tävlingen och USA vann för sjunde gången genom att besegra Dominikanska republiken i finalen. Paulina Prieto var främsta poängvinnare och Micha Hancock utsågs till mest värdefulla spelare.

## Arenor
|                                                                 |                                                                   |  |
|                                                                 |                                                                   |  |
| Coliseo Gran Chimú Stad: Trujillo Kapacitet: 7 000 Öppnad: 1971 | Coliseo Cerrado de Chiclayo Stad: Chiclayo Kapacitet: - Öppnad: - |  |

## Regelverk

### Format
De elva lagen delades in i två grupper om fem respektive sex lag. Alla lag i gruppen mötte varandra en gång. 
- De tre främsta lagen i varje grupp gick vidare till slutspel i cupformat. Ettan i gruppen gick direkt till semifinal, medan tvåan och trean fick spela kvartsfinal. De förlorande lagen i kvartsfinalerna fick spela match om femteplats och de förlorande lagen i semifinalerna match om tredjepris.
- Fyran och femman i varje grupp spelade i cupformat om plats 7-10 i cupformat.

### Metod för att bestämma tabellplacering
Om slutresultatet blev 3-0 tilldelades 5 poäng till det vinnande laget och 0 till det förlorande laget, vid 3-1 tilldelades det vinnande laget 4 poäng och det förlorade laget 1 poäng och om slutresultatet blev 3-2 tilldelades 2 poäng till det vinnande laget och 1 till det förlorande laget. Detta skilde sig från vanlig poängfördelning vid tiden för mästerskapet, där det vinnande laget tilldelades 3 poäng och det förlorande laget 0 poäng om slutresultat blev 3-2 eller 3-1 och det vinnande laget tilldelades 2 poäng och det förlorande laget 1 poäng om slutresultatet blev 3-2. 
Rankningsordningen i serien definierades utifrån:
- Antal vunna matcher
- Poäng
- Kvot vunna / förlorade set
- Kvot vunna / förlorade poäng.
- Inbördes möte(n)

## Deltagande lag
| Lag                     | Turnering       | Deltog senast                |
| ----------------------- | --------------- | ---------------------------- |
| Argentina               | CSV-ranking     | Dominikanska republiken 2018 |
| Kanada                  | NORCECA-ranking | Dominikanska republiken 2018 |
| Colombia                | CSV-ranking     | Dominikanska republiken 2018 |
| Kuba                    | NORCECA-ranking | Dominikanska republiken 2018 |
| Guatemala               | NORCECA-ranking | USA 2009                     |
| Mexiko                  | NORCECA-ranking | Dominikanska republiken 2018 |
| Peru                    | Värdland        | Dominikanska republiken 2018 |
| Puerto Rico             | NORCECA-ranking | Dominikanska republiken 2018 |
| Dominikanska republiken | NORCECA-ranking | Dominikanska republiken 2018 |
| USA                     | NORCECA-ranking | Dominikanska republiken 2018 |
| Trinidad och Tobago     | NORCECA-ranking | Dominikanska republiken 2018 |

## Turneringen

### Gruppspelsfasen
| Grupp A                 | Grupp B             |
| ----------------------- | ------------------- |
| Argentina               | Colombia            |
| Kanada                  | Mexiko              |
| Kuba                    | Puerto Rico         |
| Guatemala               | USA                 |
| Peru                    | Trinidad och Tobago |
| Dominikanska republiken |                     |

#### Grupp A

##### Resultat
| 6 juli 2019 Coliseo Gran Chimú, Trujillo Speltid: 2:40 - Åskådare: 800    | Argentina               | 3 - 2 | Kanada                  | 25-27, 25-23, 25-21, 23-25, 19-17 |
| 6 juli 2019 Coliseo Gran Chimú, Trujillo Speltid: 2:18 - Åskådare: 800    | Dominikanska republiken | 3 - 2 | Kuba                    | 23-25, 19-25, 29-27, 25-18, 15-12 |
| 6 juli 2019 Coliseo Gran Chimú, Trujillo Speltid: 1:00 - Åskådare: 1 600  | Peru                    | 3 - 0 | Guatemala               | 25-9, 25-8, 25-9                  |
| 7 juli 2019 Coliseo Gran Chimú, Trujillo Speltid: 1:00 - Åskådare: 150    | Guatemala               | 0 - 3 | Dominikanska republiken | 6-25, 8-25, 10-25                 |
| 7 juli 2019 Coliseo Gran Chimú, Trujillo Speltid: 1:24 - Åskådare: 850    | Kuba                    | 0 - 3 | Kanada                  | 19-25, 21-25, 22-25               |
| 7 juli 2019 Coliseo Gran Chimú, Trujillo Speltid: 1:48 - Åskådare: 1 500  | Peru                    | 1 - 3 | Argentina               | 25-18, 21-25, 15-25, 19-25        |
| 8 juli 2019 Coliseo Gran Chimú, Trujillo Speltid: 1:08 - Åskådare: 150    | Kuba                    | 3 - 0 | Guatemala               | 25-14, 25-13, 25-12               |
| 8 juli 2019 Coliseo Gran Chimú, Trujillo Speltid: 2:13 - Åskådare: 1 500  | Argentina               | 2 - 3 | Dominikanska republiken | 25-17, 17-25, 25-21, 21-25, 14-16 |
| 8 juli 2019 Coliseo Gran Chimú, Trujillo Speltid: 1:22 - Åskådare: 1 650  | Peru                    | 0 - 3 | Kanada                  | 22-25, 14-25, 22-25               |
| 9 juli 2019 Coliseo Gran Chimú, Trujillo Speltid: 0:58 - Åskådare: 150    | Guatemala               | 0 - 3 | Argentina               | 12-25, 14-25, 7-25                |
| 9 juli 2019 Coliseo Gran Chimú, Trujillo Speltid: 2:25 - Åskådare: ?      | Dominikanska republiken | 3 - 2 | Kanada                  | 25-18, 25-27, 21-25, 25-14, 15-13 |
| 9 juli 2019 Coliseo Gran Chimú, Trujillo Speltid: 2:22 - Åskådare: 1 500  | Peru                    | 3 - 0 | Kuba                    | 25-20, 28-26, 25-10               |
| 10 juli 2019 Coliseo Gran Chimú, Trujillo Speltid: 0:55 - Åskådare: 150   | Kanada                  | 3 - 0 | Guatemala               | 25-6, 25-5, 25-8                  |
| 10 juli 2019 Coliseo Gran Chimú, Trujillo Speltid: 1:58 - Åskådare: 250   | Kuba                    | 2 - 3 | Argentina               | 23-25, 25-20, 18-25, 28-26, 10-15 |
| 10 juli 2019 Coliseo Gran Chimú, Trujillo Speltid: 1:21 - Åskådare: 1 300 | Peru                    | 0 - 3 | Dominikanska republiken | 22-25, 22-25, 18-25               |

##### Sluttabell
| Pos. | Lag                     | Pt | M | V | F | SV | SF | Kvot  | PV  | PF  | Kvot  |
| ---- | ----------------------- | -- | - | - | - | -- | -- | ----- | --- | --- | ----- |
| 1.   | Dominikanska republiken | 19 | 5 | 5 | 0 | 15 | 6  | 2,500 | 476 | 392 | 1,214 |
| 2.   | Argentina               | 17 | 5 | 4 | 1 | 14 | 8  | 1,750 | 498 | 434 | 1,147 |
| 3.   | Kanada                  | 19 | 5 | 3 | 2 | 13 | 6  | 2,166 | 435 | 367 | 1,185 |
| 4.   | Peru                    | 11 | 5 | 2 | 3 | 7  | 9  | 0,777 | 353 | 325 | 1,086 |
| 5.   | Kuba                    | 9  | 5 | 1 | 4 | 7  | 12 | 0,583 | 404 | 414 | 0,975 |
| 6.   | Guatemala               | 0  | 5 | 0 | 5 | 0  | 15 | 0,000 | 141 | 375 | 0,376 |

#### Grupp B

##### Resultat
| 6 juli 2019 Coliseo Cerrado de Chiclayo, Chiclayo Speltid: 1:13 - Åskådare: ?    | Mexiko              | 3 - 0 | Trinidad och Tobago | 25-15, 25-12, 25-7         |
| 6 juli 2019 Coliseo Cerrado de Chiclayo, Chiclayo Speltid: 1:37 - Åskådare: ?    | Colombia            | 0 - 3 | USA                 | 18-25, 18-25, 21-25        |
| 7 juli 2019 Coliseo Cerrado de Chiclayo, Chiclayo Speltid: 1:01 - Åskådare: 350  | Trinidad och Tobago | 0 - 3 | USA                 | 14-25, 15-25, 13-25        |
| 7 juli 2019 Coliseo Cerrado de Chiclayo, Chiclayo Speltid: 2:12 - Åskådare: 400  | Puerto Rico         | 3 - 1 | Colombia            | 25-21, 26-24, 23-25, 25-20 |
| 8 juli 2019 Coliseo Cerrado de Chiclayo, Chiclayo Speltid: 1:09 - Åskådare: ?    | Trinidad och Tobago | 0 - 3 | Puerto Rico         | 9-25, 13-25, 13-25         |
| 8 juli 2019 Coliseo Cerrado de Chiclayo, Chiclayo Speltid: 1:18 - Åskådare: 375  | USA                 | 3 - 0 | Mexiko              | 25-11, 25-18, 25-19        |
| 9 juli 2019 Coliseo Cerrado de Chiclayo, Chiclayo Speltid: 1:02 - Åskådare: 155  | Trinidad och Tobago | 0 - 3 | Colombia            | 8-25, 8-25, 8-25           |
| 9 juli 2019 Coliseo Cerrado de Chiclayo, Chiclayo Speltid: 1:25 - Åskådare: 225  | Mexiko              | 0 - 3 | Puerto Rico         | 16-25, 21-25, 9-25         |
| 10 juli 2019 Coliseo Cerrado de Chiclayo, Chiclayo Speltid: 1:12 - Åskådare: 250 | Colombia            | 3 - 0 | Mexiko              | 25-8, 25-11, 25-14         |
| 10 juli 2019 Coliseo Cerrado de Chiclayo, Chiclayo Speltid: 2:08 - Åskådare: 475 | USA                 | 3 - 1 | Puerto Rico         | 25-18, 25-20, 25-27, 25-19 |

##### Sluttabell
| Pos. | Lag                 | Pt | M | V | F | SV | SF | Kvot   | PV  | PF  | Kvot  |
| ---- | ------------------- | -- | - | - | - | -- | -- | ------ | --- | --- | ----- |
| 1.   | USA                 | 19 | 4 | 4 | 0 | 12 | 1  | 12,000 | 325 | 231 | 1,406 |
| 2.   | Puerto Rico         | 15 | 4 | 3 | 1 | 10 | 4  | 2,500  | 333 | 271 | 1,228 |
| 3.   | Colombia            | 11 | 4 | 2 | 2 | 7  | 6  | 1,166  | 297 | 231 | 1,285 |
| 4.   | Mexiko              | 5  | 4 | 1 | 3 | 3  | 9  | 0,333  | 202 | 259 | 0,779 |
| 5.   | Trinidad och Tobago | 0  | 4 | 0 | 4 | 0  | 12 | 0,000  | 135 | 300 | 0,450 |

### Spelschema
|  | Kvartsfinaler | Kvartsfinaler | Kvartsfinaler           |                         |    | Semifinaler | Semifinaler         | Semifinaler         |                     |          | Final | Final | Final |  |
|  |               |               |                         |                         |    |             |                     |                     |                     |          |       |       |       |  |
|  |               |               |                         |                         |    | 1B          | USA                 | 3                   |                     |          |       |       |       |  |
|  |               |               |                         |                         |    | 1B          | USA                 | 3                   |                     |          |       |       |       |  |
|  |               |               | 3B                      | Colombia                | 0  |             |                     |                     |                     |          |       |       |       |  |
|  | 2A            | Argentina     | 3B                      | Colombia                | 0  | 0           |                     |                     |                     |          |       |       |       |  |
|  | 2A            | Argentina     |                         |                         |    |             |                     |                     |                     |          |       |       |       |  |
|  | 3B            | Colombia      | 3                       |                         |    |             |                     |                     |                     |          |       |       |       |  |
|  | 3B            | Colombia      | 3                       |                         | 1B | USA         | 3                   |                     |                     |          |       |       |       |  |
|  |               |               |                         |                         |    |             |                     |                     |                     |          |       |       |       |  |
|  |               |               | 1A                      | Dominikanska republiken | 0  |             |                     |                     |                     |          |       |       |       |  |
|  |               |               |                         | Dominikanska republiken | 0  |             |                     |                     |                     |          |       |       |       |  |
|  |               |               |                         |                         |    |             |                     |                     |                     |          |       |       |       |  |
|  |               |               |                         |                         |    |             |                     |                     |                     |          |       |       |       |  |
|  |               | 1A            | Dominikanska republiken | 3                       |    |             | Match om tredjepris | Match om tredjepris | Match om tredjepris |          |       |       |       |  |
|  |               |               |                         | 3                       |    |             |                     |                     |                     |          |       |       |       |  |
|  |               |               | 2B                      | Puerto Rico             | 1  |             |                     |                     |                     |          |       |       |       |  |
|  | 2B            | Puerto Rico   | 2B                      | Puerto Rico             | 1  | 3           |                     |                     | 3B                  | Colombia | 3     |       |       |  |
|  | 2B            | Puerto Rico   |                         |                         |    |             |                     |                     | 3B                  | Colombia | 3     |       |       |  |
|  | 3A            | Kanada        | 1                       |                         |    | 2B          | Puerto Rico         | 0                   |                     |          |       |       |       |  |

#### Kvartsfinaler
| 12 juli 2019 Coliseo Gran Chimú, Trujillo Speltid: 2:06 - Åskådare: 250 | Puerto Rico | 3 - 1 | Kanada   | 30-28, 13-25, 27-25, 26-24 |
| 12 juli 2019 Coliseo Gran Chimú, Trujillo Speltid: 1:19 - Åskådare: 300 | Argentina   | 0 - 3 | Colombia | 16-25, 16-25, 19-25        |

#### Match om femteplats
| 13 juli 2019 Coliseo Gran Chimú, Trujillo Speltid: 1:53 - Åskådare: 250 | Kanada | 1 - 3 | Argentina | 20-25, 23-25, 26-24, 20-25 |

#### Semifinaler
| 13 juli 2019 Coliseo Gran Chimú, Trujillo Speltid: 1:05 - Åskådare: 400 | USA                     | 3 - 0 | Colombia    | 25-17, 25-14, 25-15        |
| 13 juli 2019 Coliseo Gran Chimú, Trujillo Speltid: 2:00 - Åskådare: 450 | Dominikanska republiken | 3 - 1 | Puerto Rico | 25-16, 25-20, 27-29, 25-20 |

#### Match om tredjepris
| 14 juli 2019 Coliseo Gran Chimú, Trujillo Speltid: 1:26 - Åskådare: 300 | Colombia | 3 - 0 | Puerto Rico | 25-21, 25-19, 25-21 |

#### Final
| 14 juli 2019 Coliseo Gran Chimú, Trujillo Speltid: 1:18 - Åskådare: 3 000 | USA | 3 - 0 | Dominikanska republiken | 25-16, 25-21, 29-27 |

### Spel om plats 7-10
|  | Matcher om plats 7-10 | Matcher om plats 7-10 |      |      | Match om sjundeplats | Match om sjundeplats |  |
|  |                       |                       |      |      |                      |                      |  |
|  | Mexiko                | 0                     |      |      |                      |                      |  |
|  | Mexiko                | 0                     |      |      |                      |                      |  |
|  | Kuba                  | 3                     |      |      |                      |                      |  |
|  | Kuba                  | 3                     |      | Kuba | 0                    |                      |  |
|  |                       |                       |      | Kuba | 0                    |                      |  |
|  |                       |                       | Peru | 3    |                      |                      |  |
|  | Peru                  | 3                     | Peru | 3    |                      |                      |  |
|  | Peru                  | 3                     |      |      |                      |                      |  |
|  | Trinidad och Tobago   | 0                     |      |      | Match om niondeplats | Match om niondeplats |  |
|  | Trinidad och Tobago   | 0                     |      |      |                      |                      |  |
|  |                       |                       |      |      |                      |                      |  |
|  |                       |                       |      |      | Mexiko               | 3                    |  |
|  |                       |                       |      |      | Mexiko               | 3                    |  |
|  |                       |                       |      |      | Trinidad och Tobago  | 0                    |  |

#### Semifinaler
| 12 juli 2019 Coliseo Cerrado de Chiclayo, Chiclayo Speltid: 1:11 - Åskådare: 1 300 | Mexiko | 0 - 3 | Kuba                | 15-25, 23-25, 16-25 |
| 12 juli 2019 Coliseo Cerrado de Chiclayo, Chiclayo Speltid: 1:08 - Åskådare: 2 000 | Peru   | 3 - 0 | Trinidad och Tobago | 25-15, 25-10, 25-14 |

#### Match om niondeplats
| 13 juli 2019 Coliseo Cerrado de Chiclayo, Chiclayo Speltid: 1:07 - Åskådare: 2 000 | Mexiko | 3 - 0 | Trinidad och Tobago | 25-17, 25-13, 25-8 |

#### Match om sjundeplats
| 13 juli 2019 Coliseo Cerrado de Chiclayo, Chiclayo Speltid: 1:24 - Åskådare: 2 350 | Kuba | 0 - 3 | Peru | 20-25, 14-25, 19-25 |

## Slutplaceringar
| Pos | Lag                     |
| --- | ----------------------- |
|     | USA                     |
|     | Dominikanska republiken |
|     | Colombia                |
| 4.  | Puerto Rico             |
| 5.  | Argentina               |
| 6.  | Kanada                  |
| 7.  | Peru}                   |
| 8.  | Kuba                    |
| 9.  | Mexiko                  |
| 10. | Trinidad och Tobago     |
| 11. | Guatemala               |

## Individuella utmärkelser
| Utmärkelse              | Namn                 | Lag                     |
| ----------------------- | -------------------- | ----------------------- |
| Mest värdefulla spelare | Micha Hancock        | USA                     |
| Bästa poängvinnare      | Paulina Prieto       | Puerto Rico             |
| Bästa servare           | Wilmarie Rivera      | Puerto Rico             |
| Bästa försvarare        | Camila Gómez         | Colombia                |
| Bästa mottagare         | Justine Wong-Orantes | USA                     |
| Bästa passare           | Micha Hancock        | USA                     |
| Bästa högerspiker       | Paulina Prieto       | Puerto Rico             |
| Bästa vänsterspiker     | Kadie Rolfzen        | USA                     |
| Bästa vänsterspiker     | Brayelin Martínez    | Dominikanska republiken |
| Bästa center            | Hannah Tapp          | USA                     |
| Bästa center            | Valerín Carabalí     | Colombia                |
| Bästa libero            | Justine Wong-Orantes | USA                     |